# 天主教威特班克教區
天主教威特班克教區（拉丁語：Dioecesis Vitbankensis）是南非一個羅馬天主教教區，屬約翰尼斯堡總教區。

## 歷史
教區前身是萊登堡宗座監牧區，成立於1923年6月12日，1948年12月9日升為代牧區。1951年1月11日升為教區。1964年9月13日更名萊登堡-威特班克教區，1987年11月10日再易名至今。

## 現況
教區位於姆普馬蘭加省北部和林波波省南部，2006年有教友96,269人（佔轄區總人6.4%）、四十一個堂區、二十名司鐸。現任教區主教為若瑟·桑德里。